# زردینه (رنگیزه)

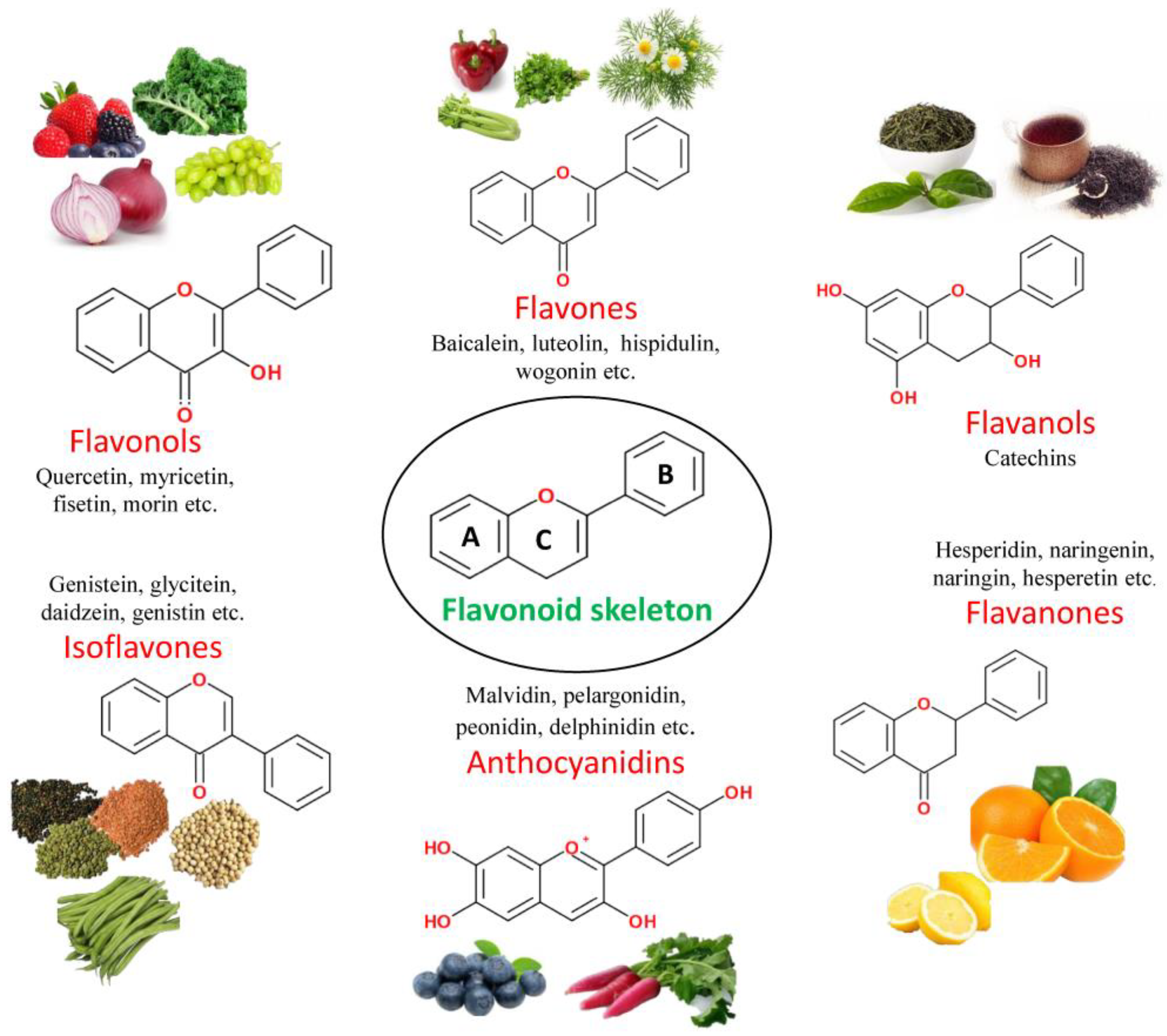
متابولیت‌های ثانویهٔ گیاهی

زردینه (به انگلیسی: Flavonoids) یا زیست‌زردینه (به انگلیسی: Bioflavonoids) دسته‌ای از متابولیت‌های ثانویهٔ گیاهی هستند که رنگیزه‌های زرد را پدید می‌آورند. نام‌گذاری آن‌ها از روی رنگ زرد آن‌ها در است. (Flavus در لاتین به معنای زرد است). به زردینه‌ها، در گذشته (۱۹۳۰–۱۹۵۰) ویتامین پ (Vitamin P) هم گفته می‌شد.
زردینه‌ها مهم‌ترین رنگیزه (رنگدانه) در فرآوری رنگ زرد، سرخ یا آبی در گلبرگ گیاهان، که جانوران گرده‌افشان را به خود می‌کشند، هستند. در گیاهان تکامل‌یافته‌تر، زردینه‌ها پرتوهای فرابنفش را پالایش می‌کنند.